# Чародол
Чародол — серия романов Наталии Щербы, детской и взрослой писательницы в жанре фэнтези. Цикл «Чародол» является переработкой дебютных романов писательницы — «Быть ведьмой» (2008), «Ведьмин крест» (2010) и «Свободная ведьма» (2011) и рассказывает о приключениях молодой ведьмы в Карпатах.
Книги переводились на украинский, словенский и чешский языки.

## Содержание

### Чародольский браслет
Все начинается с того, что Татьяна Окрайчик узнает, что её прабабушка умерла и просит срочно забрать завещанный ей браслет, что послужило приглашением Тане в волшебный мир Карпат. Неожиданно пропадает её подруга Руслана и она соглашается отправиться в Чародол, лишь бы ту  отпустили.

### Чародольский князь
Каве Лизард (новое имя Тани) отправляется вместе с представителями Евро-Волшебства в горы на поиски давно затерянных Чародельских земель. Но у неё возникают трудности с выбором, кому отдать ключ.

### Чародольский град
Каве, находясь в Чародоле, узнаёт, что Алексею, её другу и нынешнему князю, требуется помощь, ведь правитель диких волшебников хочет забрать трон. Ей надо помочь победить Лютогора Мантиуса.

## Персонажи
| Имя героя           | Прозвище               | Роль (главная, второстепенная)                  | Роль |
| ------------------- | ---------------------- | ----------------------------------------------- | --- |
| Татьяна Окрайчик    | Каве Лизард            | Главная                                         | Знакомится с магией, спасает подругу, находит потерянные земли, спасает друга Алексея, освобождает прабабку от проклятия. |
| Алексей Вордак      | Нет                    | Главный в 1-й книге, второстепенный в 2-й и 3-й | Знакомит Таню с волшебством, спасает ее.                                                                                  |
| Марьяна Несамовитая | Чара                   | Главная в 2-й, второстепенная                   | Учит магии Таню |
| Мстислав Вордак     | Нет                    | Главная в 2-й, второстепенная                   | Делает Тане ловушки, правитель Карпат.                                                                                    |
| Рик Стригой         | Повелитель Планетников | Главная в 2-й                                   | Учит и направляет Таню |

## Критика
В целом книга подходит для любого возраста — от среднего школьного возраста до взрослых, хотя, в отличие от другой серии автора, «Часодеи», «Чародол» рассчитан, по мнению критиков, на более старших читателей. По мнению Игоря Чёрного, автор делает ставку на местный колорит, описывая оригинальный мир Прикарпатья. При этом она опирается на классические литературные источники — повести Н. Гоголя, «Тени забытых предков» М. Коцюбинского. Если первая книга представляет собой рассказ о становлении юной волшебницы в магической школе, то во второй героиня растёт, и «убеждается, что среди магов практически нет честных и порядочных индивидуумов». В заключительной книге много приключений и боевых сцен, хотя конец остаётся открытым.

## Издания

### Русский язык
- Наталья Щерба. БЫТЬ ВЕДЬМОЙ: Быть ведьмой: Быть ведьмой; Ведьмин крест; Свободная ведьма / Послесл. И.Черного; Рис. на переплете О.Бабкина — М.:"Издательство АЛЬФА-КНИГА", 2012. — 763 с.:ил. ISBN 978-5-9922-1075-0 ISBN 978-5-9922-1658-5
- Наталья Щерба. Чародол: Чародольский браслет. Чародольский Князь. Чародольский град. М.: РОСМЭН, 2019 ISBN 978-5-353-09257-5

### Украинский язык
- Наталія Щерба. Чародільський браслет. — Харьков, Видавничий дім "Школа", 2015. ISBN 978-966-429-37-20
- Наталія Щерба. Чародільский князь. — Харьков, Видавничий дім "Школа", 2016. ISBN 978-966-429-37-37
- Наталія Щерба. Чародільский град. — Харьков, Видавничий дім "Школа", 2016. ISBN 978-966-429-37-44

### Чешский язык
- Natalja Ščerba. Magický náramek. — 2018. ISBN 978-80-253-3894-0
- Natalja Ščerba. Karpatský kníže. — 2019. ISBN 978-80-253-4169-8
- Natalja Ščerba. Ztracené město. — 2019. ISBN 978-80-253-4469-9